# 갑오농민전쟁 (소설)
갑오농민전쟁은 박태원 이 월북 후 구상 및 집필한 소설이다. 박태원의 건강이 나빠지자 후처 권영희가 소설 갑오농민전쟁 2부 구술을 받아적고 3부를 공동 집필했다.